# Ficus stenophylla
Ficus stenophylla är en mullbärsväxtart som beskrevs av William Botting Hemsley. Ficus stenophylla ingår i släktet fikonsläktet, och familjen mullbärsväxter.

## Underarter
Arten delas in i följande underarter:
- F. s. macropodocarpa
- F. s. nhatrangensis